# 波利奧韋 (巴爾區)
48°49′41″N 27°42′1″E / 48.82806°N 27.70028°E
波利奧韋（烏克蘭語：Польове），是烏克蘭的村落，位於該國西南部文尼察州，由日梅林卡區負責管轄，始建於1957年，面積14.48平方公里，海拔高度244米，2001年人口249，人口密度每平方公里17.2人。